# نيقولاي راسكازوف
نيقولاي راسكازوف (بالروسية: Николай Олегович Рассказов)‏ هو لاعب كرة قدم روسي في مركز الدفاع، ولد في 4 يناير 1998 في ييفريموف في روسيا. لعب مع سبارتاك موسكو.

## وصلات خارجية
- نيقولاي راسكازوف على موقع الاتحاد الأوربي (الإنجليزية)
- نيقولاي راسكازوف على موقع قاعدة بيانات كرة القدم.إي يو (الإنجليزية)
- نيقولاي راسكازوف على موقع Soccerway.com (الإنجليزية)
- نيقولاي راسكازوف على موقع عالم كرة القدم.نت (الإنجليزية)